# The Statler Brothers
The Statler Brothers é um grupo de música country e Southern Gospel fundado em Staunton, Estados Unidos. Duas de suas canções, "New York City" e "Bed of Roses" figuraram na trilha sonora do jogo eletrônico Grand Theft Auto: San Andreas, mais precisamente na rádio K Rose.

## Prêmiações
Academy of Country Music
- Melhor Grupo Vocal de 1972
- Melhor Grupo Vocal de 1977

Country Music Association
- Grupo Vocal do Ano de 1972
- Grupo Vocal do Ano de 1973
- Grupo Vocal do Ano de 1974
- Grupo Vocal do Ano de 1975
- Grupo Vocal do Ano de 1976
- Grupo Vocal do Ano de 1977
- Grupo Vocal do Ano de 1979
- Grupo Vocal do Ano de 1980
- Grupo Vocal do Ano de 1984

Country Music Hall of Fame and Museum
- Introduzidos em 2008[1]

Gospel Hall of Fame
- Introduzidos em 2007[2]

Grammy Awards
- Melhor Artista Novo de Country e Western de 1965[3]
- Melhor Performance Pop por uma Dupla ou Grupo com Vocal de 1965 - "Flowers on the Wall"[4]
- Melhor Performance country de uma dupla ou grupo com vocal de 1972 - "The Class of '57"[5]